# Dharam Singh (Hockeyspieler, 1937)
Dharam Singh (* 30. Oktober 1937 in Fatuwal, Hoshiarpur) ist ein ehemaliger indischer Hockeyspieler. Er gewann mit der indischen Hockeynationalmannschaft 1964 Gold.

## Karriere
Dharam Singh war als Verteidiger Stammspieler bei den Olympischen Spielen 1964 in Tokio. 1964 gewannen die Inder ihre Vorrundengruppe und besiegten im Halbfinale die australische Mannschaft mit 3:1. Im Finale trafen die Inder auf die  Mannschaft Pakistans und siegten durch ein Tor von Mohinder Lal mit 1:0.  1966 erkämpfte die indische Mannschaft auch bei den Asienspielen in Bangkok den Titel. Bei den Olympischen Spielen 1968 in Mexiko-Stadt stand Dharam Singh zwar im Aufgebot, wurde aber nicht eingesetzt und gewann damit auch keine Medaille.
Dharam Singh war Angehöriger der Polizeikräfte im Punjab.